# 1987 no cinema

## Eventos
- 31 de Março - Platoon ganha o Óscar de melhor filme.

## Principais filmes estreados
- 4 aventures de Reinette et Mirabelle, de Eric Rohmer
- 84 Charing Cross Road, de David Hugh Jones, com Anne Bancroft, Anthony Hopkins e Judi Dench
- L'ami de mon amie, de Eric Rohmer
- Angel Heart, de Alan Parker, com Mickey Rourke, Robert De Niro, Lisa Bonet e Charlotte Rampling
- Anguish de Bigas Luna, com Zelda Rubinstein, Michael Lerner, Talia Paul e Angel Jove
- Au revoir les enfants, de Louis Malle
- Babettes gæstebud, de Gabriel Axel, com Stéphane Audran, Jarl Kulle e Bibi Andersson
- Balada da Praia dos Cães, de José Fonseca e Costa, com Assumpta Serna, Raul Solnado, Patrick Bauchau, Carmen Dolores e Henrique Viana
- Barfly, de Barbet Schroeder, com Mickey Rourke e Faye Dunaway
- The Belly of an Architect, de Peter Greenaway, com Brian Dennehy
- Beverly Hills Cop II, de Tony Scott, com Eddie Murphy
- Black Widow (filme de 1987)Black Widow, de Bob Rafelson, com Debra Winger, Theresa Russell, Dennis Hopper e Diane Ladd
- Broadcast News, de James L. Brooks, com William Hurt, Albert Brooks e Holly Hunter
- Cobra Verde, de Werner Herzog, com Klaus Kinski e José Lewgoy
- Cronaca di una morte annunciata, de Francesco Rosi, com Rupert Everett, Ornella Muti, Gian Maria Volonté e Irene Papas
- Cry Freedom, de Richard Attenborough, com Kevin Kline e Denzel Washington
- The Dead, de John Huston, com Donal McCann e Anjelica Huston
- Dirty Dancing, de Emile Ardolino, com Patrick Swayze, Jennifer Grey e Cynthia Rhodes
- Empire of the Sun, de Steven Spielberg, com Christian Bale, John Malkovich e Miranda Richardson
- La famiglia, de Ettore Scola, com Vittorio Gassman, Stefania Sandrelli e Fanny Ardant
- Fatal Attraction, de Adrian Lyne, com Michael Douglas e Glenn Close
- Full Metal Jacket, de Stanley Kubrick, com Matthew Modine, Adam Baldwin e Vincent D'Onofrio
- The Glass Menagerie (1987), de Paul Newman, com Joanne Woodward e John Malkovich
- Good Morning, Babylon, de Paolo e Vittorio Taviani, com Vincent Spano, Joaquim de Almeida e Greta Scacchi
- Good Morning, Vietnam, de Barry Levinson, com Robin Williams e Forest Whitaker
- Der Himmel über Berlin, de Wim Wenders, com Bruno Ganz e Peter Falk
- L'homme qui plantait des arbres, de Frédéric Back, com Philippe Noiret e Christopher Plummer
- Hong gao liang (紅高梁), de Zhang Yimou
- Hope and Glory, de John Boorman
- House of Games, de David Mamet, com Lindsay Crouse e Joe Mantegna
- Les innocents, de André Téchiné, com Sandrine Bonnaire e Jean-Claude Brialy
- Innerspace, de Joe Dante, com Dennis Quaid, Martin Short e Meg Ryan
- Intervista, de Federico Fellini
- Khane-ye doust kodjast?, de Abbas Kiarostami
- La ley del deseo, de Pedro Almodóvar, com Carmen Maura e Antonio Banderas
- La passion Béatrice, de Bertrand Tavernier, com Julie Delpy
- Lethal Weapon, de Richard Donner, com Mel Gibson e Danny Glover
- Maurice, de James Ivory, com James Wilby e Hugh Grant
- Moonstruck, de Norman Jewison, com Cher, Nicolas Cage, Olympia Dukakis e Danny Aiello
- No Way Out, de Roger Donaldson, com Kevin Costner e Gene Hackman
- Nuts, de Martin Ritt, com Barbra Streisand, Richard Dreyfuss, Maureen Stapleton e Leslie Nielsen
- Oci ciornie, de Nikita Mikhalkov, com Marcello Mastroianni e Marthe Keller
- Out of Rosenheim / Bagdad Cafe, de Percy Adlon, com Marianne Sägebrecht e Jack Palance
- O País dos Tenentes, de João Batista de Andrade, com Paulo Autran, Carlos Gregório, Ricardo Petraglia e Cássia Kiss
- Pelle erobreren, de Bille August, com Max von Sydow
- Planes, Trains & Automobiles, de John Hughes, com Steve Martin e John Candy
- A Prayer for the Dying, de Mike Hodges, com Mickey Rourke, Bob Hoskins, Alan Bates e Liam Neeson
- Predator, de John McTiernan, com Arnold Schwarzenegger
- Prince of Darkness, de John Carpenter, com Donald Pleasence
- The Princess Bride, de Rob Reiner, com Cary Elwes, Mandy Patinkin, Robin Wright Penn, Chris Sarandon, Peter Falk e Billy Crystal
- Przypadek, de Krzysztof Kieslowski
- Radio Days, de Woody Allen, com Mia Farrow, Dianne Wiest, Jeff Daniels, Danny Aiello e Diane Keaton
- RoboCop, de Paul Verhoeven, com Peter Weller e Nancy Allen
- Roxanne, de Fred Schepisi, com Steve Martin, Daryl Hannah e Shelley Duvall
- September, de Woody Allen, com Denholm Elliott, Dianne Wiest, Mia Farrow e Sam Waterston
- Shy People, de Andrei Konchalovsky, com Jill Clayburgh e Barbara Hershey
- Siesta, de Mary Lambert, com Ellen Barkin, Gabriel Byrne, Julian Sands, Isabella Rossellini, Martin Sheen, Jodie Foster e Grace Jones
- Sous le soleil de Satan, de Maurice Pialat, com Gérard Depardieu e Sandrine Bonnaire
- Spaceballs, de e com Mel Brooks e com John Candy e Rick Moranis
- Three Men and a Baby, de Leonard Nimoy, com Tom Selleck, Steve Guttenberg, Ted Danson e Nancy Travis
- The Untouchables, de Brian De Palma, com Kevin Costner, Sean Connery, Charles Martin Smith, Andy Garcia e Robert De Niro
- Wall Street, de Oliver Stone, com Michael Douglas, Martin Sheen e Charlie Sheen
- The Whales of August, de Lindsay Anderson, com Bette Davis, Lillian Gish e Vincent Price
- Wish You Were Here, de David Leland
- The Witches of Eastwick, de George Miller, com Susan Sarandon, Cher, Michelle Pfeiffer e Jack Nicholson
- Withnail & I, de Bruce Robinson

## Nascimentos

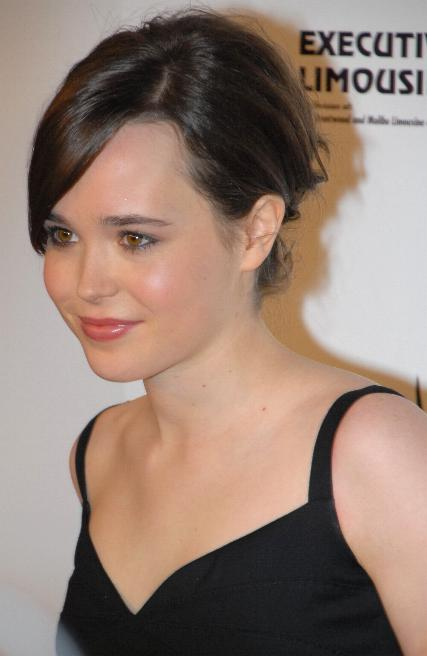
21 de Fevereiro - Elliot Page

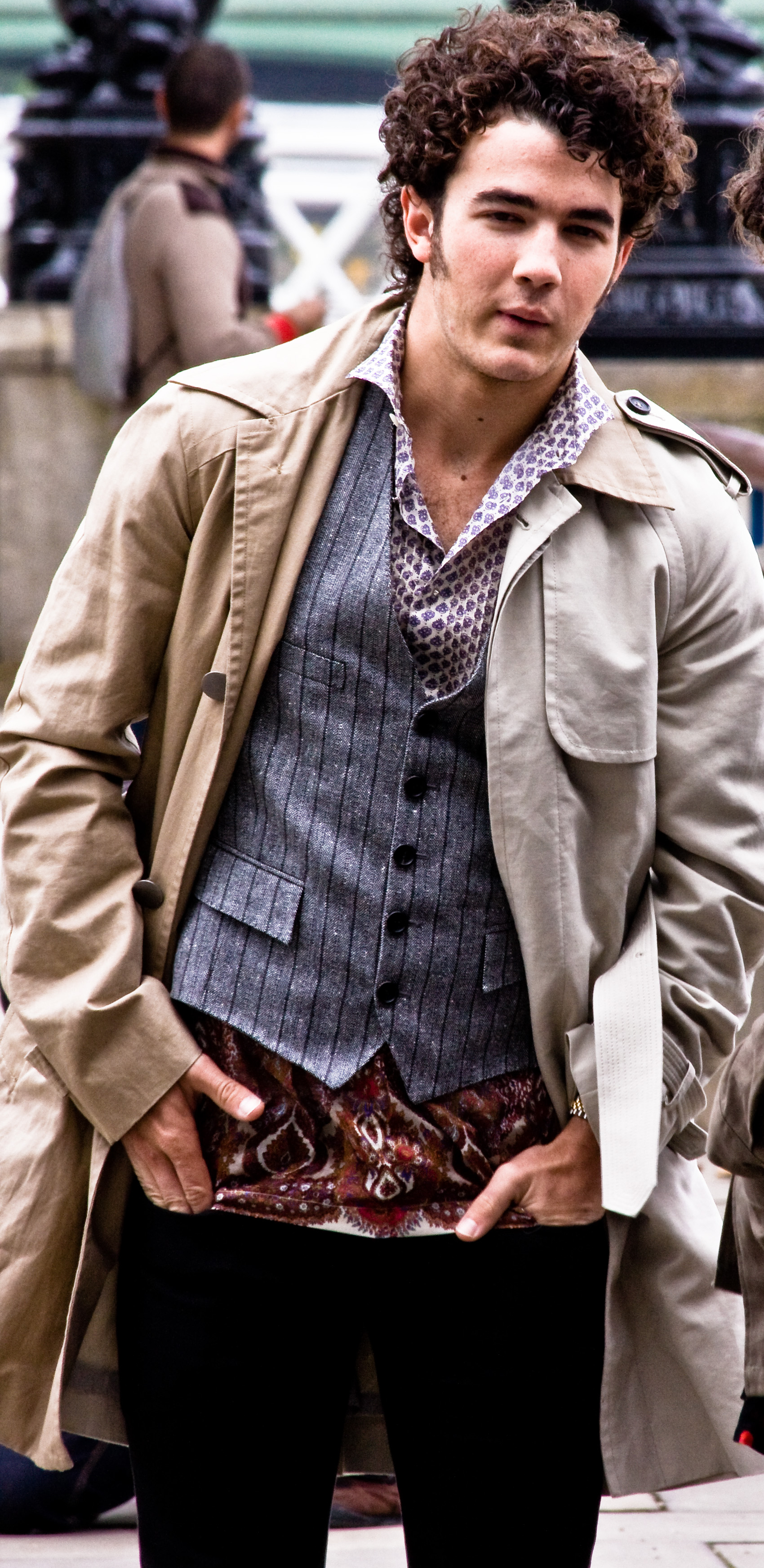
5 de Novembro Kevin Jonas

| Data            | Nome               | Profissão                    | Nacionalidade  | Observações | Ref |
| --------------- | ------------------ | ---------------------------- | -------------- | ----------- | --- |
| 8 de janeiro    | Cynthia Erivo      | atriz, cantora e compositora | Reino Unido    |             |     |
| 9 de fevereiro  | Michael B. Jordan  | ator                         | Estados Unidos |             |     |
| 17 de fevereiro | Ísis Valverde      | atriz                        | Brasil         |             |     |
| 21 de fevereiro | Elliot Page        | atriz                        | Canadá         |             |     |
| 3 de março      | Shraddha Kapoor    | atriz                        | Índia          |             |     |
| 19 de março     | Greta Antoine      | atriz                        | Brasil         |             |     |
| 27 de abril     | William Moseley    | ator                         | Reino Unido    |             |     |
| 7 de maio       | Maya Erskine       | atriz e roteirista           | Estados Unidos |             |     |
| 18 de maio      | Luisana Lopilato   | atriz e cantora              | Argentina      |             |     |
| 19 de junho     | Sthefany Brito     | atriz                        | Brasil         |             |     |
| 22 de junho     | Lee Min Ho         | ator, modelo e cantor        | Coreia do Sul  |             |     |
| 18 de agosto    | Mika Boorem        | atriz                        | Estados Unidos |             |     |
| 25 de agosto    | Liu Yifei          | atriz                        | China          |             |     |
| 7 de setembro   | Evan Rachel Wood   | atriz e cantora              | Estados Unidos |             |     |
| 8 de setembro   | Ray Fisher         | ator                         | Estados Unidos |             |     |
| 19 de setembro  | Danielle Panabaker | atriz                        | Estados Unidos |             |     |
| 22 de setembro  | Tom Felton         | ator                         | Reino Unido    |             |     |
| 22 de setembro  | Teyonah Parris     | atriz                        | Estados Unidos |             |     |
| 28 de setembro  | Hilary Duff        | atriz e cantora              | Estados Unidos |             |     |
| 18 de outubro   | Zac Efron          | ator e cantor                | Estados Unidos |             |     |
| 5 de novembro   | Kevin Jonas        | cantor, compositor e ator    | Estados Unidos |             |     |
| 24 de novembro  | Renate Reinsve     | atriz                        | Noruega        |             |     |
| 28 de novembro  | Karen Gillan       | atriz                        | Escócia        |             |     |
| 3 de Dezembro   | Michael Angarano   | ator                         | Estados Unidos |             |     |
| 4 de dezembro   | Orlando Brown      | ator e cantor                | Estados Unidos |             |     |

## Mortes
| Data            | Nome                | Profissão                        | Nacionalidade             | Observações | Ref |
| --------------- | ------------------- | -------------------------------- | ------------------------- | ----------- | --- |
| 14 de janeiro   | Douglas Sirk        | diretor                          | Alemanha / Estados Unidos | n. 1900     |     |
| 19 de janeiro   | Harry Keller        | produtor e diretor               | Estados Unidos            | n. 1913     |     |
| 26 de janeiro   | Norman McLaren      | realizador de filmes de animação | Escócia / Canadá          | n. 1914     |     |
| 1 de fevereiro  | Alessandro Blasetti | diretor                          | Itália                    | n. 1900     |     |
| 22 de Fevereiro | Andy Warhol         | pintor e cineasta                | Estados Unidos            | n. 1928     |     |
| 2 de março      | Randolph Scott      | ator                             | Estados Unidos            | n. 1903     |     |
| 3 de março      | Danny Kaye          | ator                             | Estados Unidos            | n. 1911     |     |
| 21 de março     | Robert Preston      | ator                             | Estados Unidos            | n. 1918     |     |
| 3 de maio       | Dalida              | cantora e atriz                  | Egito / Itália / França   | n. 1933     |     |
| 14 de maio      | Rita Hayworth       | atriz                            | Estados Unidos            | n. 1918     |     |
| 22 de junho     | Fred Astaire        | ator e dançarino                 | Estados Unidos            | n. 1899     |     |
| 1 de agosto     | Pola Negri          | atriz                            | Polónia / Estados Unidos  | n. 1897     |     |
| 17 de agosto    | Clarence Brown      | diretor                          | Estados Unidos            | n. 1890     |     |
| 28 de agosto    | John Huston         | cineasta e ator                  | Estados Unidos            | n. 1906     |     |
| 29 de agosto    | Lee Marvin          | ator                             | Estados Unidos            | n. 1924     |     |
| 4 de setembro   | Richard Marquand    | diretor                          | Reino Unido               | n. 1938     |     |
| 11 de setembro  | Lorne Greene        | ator                             | Estados Unidos            | n. 1915     |     |
| 13 de setembro  | Mervyn LeRoy        | diretor                          | Estados Unidos            | n. 1900     |     |
| 23 de setembro  | Bob Fosse           | diretor, dançarino e coreógrafo  | Estados Unidos            | n. 1927     |     |
| 25 de setembro  | Mary Astor          | atriz                            | Estados Unidos            | n. 1906     |     |
| 13 de Outubro   | Apolo Corrêa        | ator                             | Brasil                    | n. 1901     |     |
| 22 de outubro   | Lino Ventura        | ator                             | França                    | n. 1919     |     |
| 20 de novembro  | Ivone Silva         | atriz e comediante               | Portugal                  | n. 1935     |     |
| 4 de dezembro   | Rouben Mamoulian    | diretor                          | Armênia / Estados Unidos  | n. 1897     |     |
| 22 de dezembro  | Gustav Fröhlich     | ator de cinema mudo              | Alemanha                  | n. 1902     |     |